# Río Balao Grande
Río Balao Grande är ett vattendrag i Ecuador. Det ligger i den sydvästra delen av landet, 300 km söder om huvudstaden Quito.